# André Van den Steen
André Van den Steen (* 22 september 1956 in Wetteren; † 13 maart 1980 in Gent) was een Belgisch wielrenner.

## Prestaties
- 1976 - 4e in de Ronde van Vlaanderen Amateur/U23
- 1976 - 1e in het Circuit du Hainaut
- 1976 - 1e in de 1e etappe van de DDR-Rundfahrt[1] en tegelijkertijd in Rund um Berlin
- 1976 - 1e bij de Coupe Egide Schoeters (Egide Schoeters Cup/Schaal Egide Schoeters)
- 1977 - 1e bij Chambord-Vailly